# 溫柔的理由
溫柔的理由（優しさの理由，やさしさのりゆう）是日本歌手ChouCho的第4張單曲並於2012年5月2日由Lantis發售。

## 概要
繼前一首由前山田健一為ChouCho所寫的擴散性百萬亞瑟王主題曲Million of Bravery，ChouCho在改名後所發行的新單曲，其中主打歌「溫柔的理由」被選為日本電視動畫冰菓的片頭曲。CDJournal評價為：「充滿清涼的感覺，清爽的吉他搭配起來更佳。」。

## 收錄曲
1. 作詞：兒玉沙織、作曲・編曲：宮崎誠
作為日本電視動畫冰菓的片頭曲
歌詞的內容ChouCho說道：「帶入在學生時期心中對於未來而躍躍欲試的期待感。」ChouCho自身也從主角奉太郎的視角唱著歌。A部份的曲調較平穩，副歌部份就將爽快感展現出來[2]。
ChouCho表示，在聽樣本唱片時只聽一點點就感動地流出淚來[2]。
2. 作詞：兒玉沙織、作曲・編曲：矢吹香那
3. 作詞：ChouCho、作曲：川副克弥、編曲：福富雅之
4. （Off Vocal）
朝日電視台系列『MUSIC STATION』的『ジェネレーション♪ソング』段落之背景音樂。
5. （Off Vocal）
6. （Off Vocal）

DVD（初回限定盤）
1. （音樂影片）

## 收錄專輯
| 曲名       | 收錄專輯    | 發售日       | 備註                 |
| ---------- | ----------- | ------------ | -------------------- |
| 優しさの理由 | 「flyleaf」 | 2012年8月8日 | 個人第一張錄音室專輯 |
|            | 「flyleaf」 | 2012年8月8日 | 個人第一張錄音室專輯 |
|            | 「flyleaf」 | 2012年8月8日 | 個人第一張錄音室專輯 |

## 資料來源
1. ↑  . CDジャーナル. 2012-05-02  [2012-11-08]. （原始内容存档于2016-11-11）.
2. 1 2  ChouCho.  (访谈).   [2012-06-18].  TVアニメ「氷菓」オフィシャルサイト. （原始内容存档于2020-11-20）.

## 外部連結
- Lantis介紹：
  - 初回限定盤 （页面存档备份，存于）
  - 通常盤 （页面存档备份，存于）